# 슈나미티즘

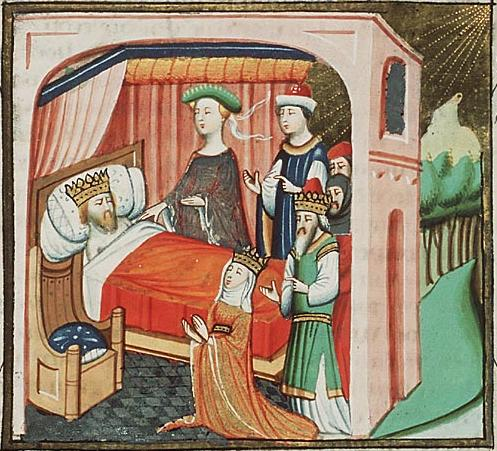

슈나미티즘(Shunamitism, gerocomy)은 노인이 자신의 젊음을 보존하기 위해 어린 처녀와 함께 잠자리를 같이하는 관습이다. 여기서 반드시 성행위를 가질 필요는 없다.
이 용어는 다윗과 아비샥의 성경 이야기에 기반을 둔다. 슈넴 출신의 젊은 여성은 슈나미트(Shunammite)로도 불렸다. 다윗 왕이 늙고 온기를 유지하지 못했을 때 자신의 부하들은 아비샥이 그와 잠들게 하려 했으나 다윗은 그녀와 사적인 관계를 갖지는 않았다. 그녀는 여전히 처녀였다.
과학자들 중에 17세기 토머스 시드남은 자신의 환자들에게 슈나미티즘을 처방했다.